# Уршуля Козьол
Уршýла Кóзьол (пол. Urszula Kozioł; 20 червня 1931, під м. Білгораєм у селищі Ракувці, Польща — 20 липня 2025) — польська письменниця, авторка численних статей, нарисів, драматичних та прозових творів для дорослих і дітей. Відома також під псевдонімами Антоні Мігач (пол. Antoni Migacz), Мірка Каргол (пол. Mirka Kargol), Фаун (пол. Faun), У. К. (пол. U.K.), Ука (пол.Uka). Лауреатка Премії Фундації ім. Косцєльських.

## Життєпис
Донька вчителів Гіполіта Козьола (пол. Hipolit Kozioł) і Чеслави Карголь (пол. Czeslawa Kargol). Певний час Уршула теж працювала вчителькою.
До кінця Другої світової війни перебувала у Замойшчизні (пол. Zamojszczyzna). Навчалася у ліцеї ім. Марії Конопницької в Замосцю. У 1953 році — випускниця Вроцлавського університету, факультету полоністики (бакалавр). Магістратуру закінчила у 1959 році.
Письменниця належить до «Сучасного покоління» митців (пол. «Pokolenie współczesności»).
Дебютувала в 1953 році збіркою поезії у серії видавництв «Справи й люди» (пол. «Sprawy i ludzie») у «Газеті Робітничій» (пол. „Gazeta Robotnicza”). Від 1954 до 1972 рр. працювала вчителькою спершу у Бистшиці Клодзькій, а пізніше у Вроцлаві. У 1956—1958 роках — літературна редакторка газети «Погляди» (пол. Poglądy). Від 1958 р. публікує статті у щомісячному журналі «Одра» (цикл статей «З приймальні»), а також в журналах «Сучасність» (пол. „Współczesność”) (1949—1964), «Культурний тижневик» (пол. Tygodnik Kulturalny) (1963—1965) і «Поезія» (1967—1972).
Уршула Козьол зробила внесок у суспільне життя Польщі. У 1965—1967 рр. була директоркою Вроцлавського центру культури, а також депутаткою обласної ради у Вроцлаві. З 1970 року співпрацювала зі студентським театром «Каламбур». З 1972 р. — літературна редакторка газети «Одра». Отримує літературні стипендії у США (Айова-Сіті, 1991 р.) та у Франції (Пуатьє, 1993 р.).
Членкиня Спілки польських письменників (1963—1983 р.; від 1971 р. — президентка Вроцлавського відділу, в 1978—1983 рр. — членкиня Головного уряду), польського ПЕН-клубу (від 1971 р., також від 1988 — в Головному уряді (пол. Zarząd główny)). Засновниця і членкиня Товариства польських письменників (від 1993 р.), також від 1993 р. — членкиня Головного уряду).
Письменниця є старшою сестрою Леха і Анджея (вокалісти гурту Vox). Чоловік — Фелікс Пшибиляк, перекладач німецькомовної літератури, германіст.
Проживала у Вроцлаві.

## Творчість
Уршула Козьол у своїй творчості багаторазово згадує місце своєї молодості (у віршах «Білгорай» (пол. «Biłgoraj») і «Білгорайчизна» (пол. «Biłgorajszczyzna»), «Пейзаж з пам'яті» (пол. «Pejzaż z pamięci») (1963 р.). Однак найбільший зв'язок із рідною землею письменниця зобразила у творі «Інвокація» (1985 р.).
Авторка поетичних творів, має також автобіографічну прозу — «Зупинка пам'яті» (пол. «Postoje pamięci» [Архівовано 22 грудня 2015 у Wayback Machine.]), історія передвоєнного дитинства. Войцех Броварний, описуючи цей твір, посилався на письменників «сільської течії», таких, наприклад, як Веслав Мисливський.

## Нагороди
- Нагорода червоної троянди (1963 р.) (пол.Nagroda Czerwonej Róży);
- Нагорода ім. Бронислава Броневського (1964 р.) (пол. Nagroda im. Władysława Broniewskiego);
- Нагорода ім. Станіслава Пьєнтака (1965 р.) (пол. Nagroda im. Stanisława Piętaka);
- Звання «Почесна жителька міста Вроцлава» (1965 р.);
- Нагорода Фонду ім. Костельських (1969 р.) (пол. Nagrodę Fundacji im. Kościelskich);
- Нагорода міністра культури й мистецтва II степені (1970 р.);
- Заслуга «Золотий хрест» (1974 р.)(пол. Złoty Krzyż Zasługi);
- Кавалерський хрест Ордену Відродження Польщі (1981 р.) (пол. Krzyż Kawalerski Orderu Odrodzenia Polski);
- Італійська нагорода «Золотий центаур» (відзнака Академії праці й мистецтва в Сальсомаджоре, 1982 р.) (пол. Włoska nagroda «Złoty Centaur» (wyróżnienie Akademii Sztuki i Pracy w Salsomaggiore);
- Сілезька головна нагорода Нижньої Саксонії (1997 р.) (пол. Nagroda Główna Śląska Dolnej Saksonii);
- Командорський хрест Ордену Відродження Польщі (1997 р.) (пол. Krzyż Komandorski Orderu Odrodzenia Polski);
- Літературна нагорода польського ПЕН-клубу (1998 р.) (пол. Literacka Nagroda Polskiego PEN-Clubu);
- Літературна нагорода ім. Айхендорфа (2002 р.) (пол. Nagroda Literacka im. Eichendorfa (Der Eichendorff Literatur-Preis);
- Звання почесного доктора Вроцлавського університету (11 квітня 2003 р.) (пол. Doktorat honoris causa Uniwersytetu Wrocławskiego);
- Номінація до Літературної нагороди «Ніке» за твір «Супліки» (2006 р.) (пол. nominacja do Nagrody Literackiej Nike za tom Supliki);
- Номінація «Літературний лавр Сілезії» за твір «Супліки» (2006 р.) (пол. nominacja do Śląskiego Wawrzynu Literackiego[pl] za tom Supliki);
- Фіналістка Літературної нагороди «Ніке» за твір «Мимохіть» (2008 р.) (пол. finalistka Nagrody Literackiej Nike za tom Przelotem);
- Номінація до Вроцлавської поетичної нагороди «Силезиус» за твір «Мимохіть» (2008 р.) (пол. nominacja do Wroclawskiej Nagrody Poetyckiej Silesius[pl] w kategorii książka roku za tom Przelotem);
- Звання "Почесна жителька місті Білгорая (ухвала 21 травня 2010 р., урочисте вручення: 10 вересня 2010 р.) (пол. Honorowe Obywatelstwo Miasta Biłgoraj);
- Вроцлавська поетична нагорода «Силезиус» (2011 р.) (пол. Wrocławska Nagroda Poetycka "Silesius"[pl]);
- Варшавська літературна нагорода, категорія «поезія» за твір «Клангор» (2015 р.) (пол. Nagroda Literacka m.st. Warszawy[pl] w kategorii «poezja» za tom Klangor);
- Номінація до Поетичної нагороди «Орфей» за твір «Клангор» (2015 р.) (пол. nominacja do Nagrody Poetyckiej Orfeusz[pl] za tom Klangor);
- Номінація до Літературної нагороди «Ніке» за твір «Клангор» (2015 р.) (пол. nominacja do Nagrody Literackiej Nike za to Klangor).

## Найважливіші твори

### Поезія
- Гумові кубики (Gumowe klocki, 1957)
- В ритмі коріння (W rytmie korzeni, 1963)
- Смуга і промінь (Smuga i promień,1965)
- Список присутності (Lista obecności, 1967)
- Поезія. Вибране (Poezje wybrane, 1969)
- В ритмі сонця (W rytmie słońca, 1974)
- Вірші. Вибране (Wybór wierszy, 1976)
- Поезія. Вибране (II) (Poezje wybrane (II), 1985)
- Вірші. Вибране (Wybór wierszy, 1986)
- Жальник (Żalnik, 1989)
- Десятиліття перед кінцем століття (Dziesięć lat przed końcem wieku, 1900)
- Зупинка слова (Postoje słowa, 1994)
- Довга пауза (Wielka pauza, 1996)
- В гармонійному стані (W płynnym stanie, 1998)
- Деякі вірші (Wiersze niektóre, 1998)
- Стан невпевненості (Stany nieoczywistości, 1999)
- Супліки (Supliki, 2005)
- Мимохіть (Przelotem, 2007)
- Клангор (Klangor, 2014)

### Романи та оповідання
- Зупинка пам'яті (Postoje pamięci, 2004)
- Птахи для думки (Ptaki dla myśli, 1984)
- Noli me tangere, 1984

### Нариси
- Із зали очікування та приватного сну. Приповідки (Z poczekalni oraz Osobnego sny i przypowieści, 1978)

### Драматичні твори (для дорослих та дітей)
- Погоня (Gonitwy, 1972)
- Незалежна жінка (Kobieta niezależna,1976)
- Біло і душно (Biało i duszno, 1977)
- Фарбований король (Król malowany, 1978)
- Сімейна нарада (Narada familijna, 1978)
- Перервана лекція (Przerwany wykład, 1978)
- Вік-енд (Weekend, 1981)
- Спартоліно, чи як Жемпола зі шваґром Пітолою наїлися страху (Spartolino, czyli jak Rzempoła ze szwagrem Pitołą stracha przydybali, 1982)
- Три світи (Trzy Światy, 1982)
- Подвір'я (Podwórkowcy, 1984)